# Marshfield (Missouri)
Marshfield è una città del Missouri, negli Stati Uniti, capoluogo della Contea di Webster.
Fu fondata nel 1830. Fino al 1870, anno in cui fu collegata al resto del paese dalla ferrovia, la sua crescita fu molto lenta. Nel censimento del 2000, la sua popolazione era di 5720 abitanti.
Nel 1880 fu colpita da un fortissimo tornado, che causò la morte di 99 persone e il ferimento di oltre 200. Solo 15 dei suoi edifici non vennero distrutti.
La città è sede del "Missouri Walk of Fame", sulla falsariga della Hollywood Walk of Fame, che onora personaggi famosi nati nello Stato del Missouri.
È il luogo natale del famoso astronomo Edwin Hubble. Una copia in scala 1/4 del telescopio spaziale che porta il suo nome (Telescopio spaziale Hubble) è esposta all'esterno della sede del Palazzo di Giustizia.

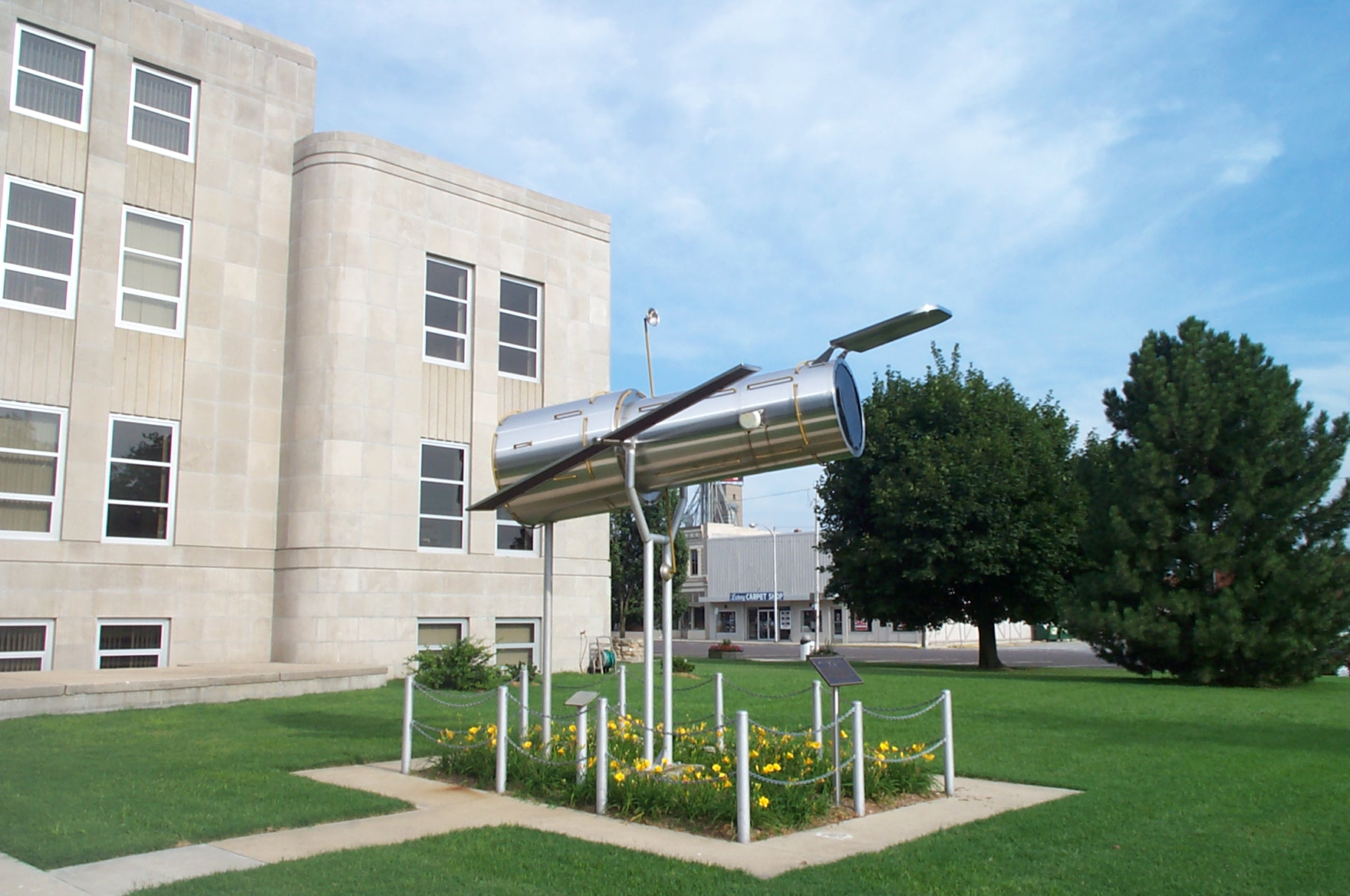
Modello in scala 1/4 del telescopio spaziale Hubble (Hubble Space Telescope)